# Aleksandra Zimny
Aleksandra Zimny (ur. 21 maja 1996 w Szczecinie) – polska piłkarka ręczna. Reprezentantka Polski.

## Kariera klubowa
Początkowo grała w Pogoni Szczecin. Potem grała w norweskich klubach Storhamar HE oraz Volda HK. Od 2016 roku była rozgrywającą w polskiej reprezentacji narodowej. W 2020 roku przeniosła się do polskiego klubu Eurobud JKS.

## Kariera reprezentacyjna
Wystąpiła na mistrzostwach Europy U-17 w 2013 (15. miejsce) i mistrzostwach Europy U-18 w 2014 (11. miejsce). Z akademicką reprezentacją Polski wywalczyła brązowy medal akademickich mistrzostw świata w 2016. W reprezentacji Polski seniorek debiutowała 1 czerwca 2016 w meczu eliminacji mistrzostw Europy przeciwko Finlandii. Wystąpiła na mistrzostwach świata w 2021.